# Adrian Loretan
Adrian Loretan (* 15. Mai 1959 in Brig) ist ein Schweizer Staatskirchenrechtler und Kirchenrechtler. Er befasst sich schwerpunktmässig mit den Forschungsgebieten „Menschenrechte“, „Grundrechte“ und „Religionsverfassungsrecht“.

## Leben
1979 legte Adrian Loretan die Matura in Engelberg ab. Anschliessend studierte er Philosophie, katholische und evangelische Theologie sowie Religionsrecht an den Universitäten in Freiburg (Schweiz), Tübingen und der Gregoriana in Rom, wo er 1993 mit der Note "summa cum laude zum Dr. iur. can. promoviert wurde. Seine Dissertation über Laien im pastoralen Dienst erfuhr so grosse Nachfrage, dass eine zweite Auflage gedruckt werden musste – für eine Dissertation ein eher seltenes Phänomen.
Seit 1987 ist er verheiratet.

## Wissenschaftlicher Werdegang
Nach seiner Promotion begann Loretan eine Seelsorgetätigkeit in der Spitalseelsorge und absolvierte das Clinical Pastoral Training. Von 1987 bis 1996 war er als wissenschaftlicher Assistent und Lehrbeauftragter tätig, bevor er 1996 der heutigen Universität Luzern zum Professor für Kirchen- und Staatskirchenrecht berufen wurde. 1998–1999 war er Vizedekan, 1999–2001 Dekan der Theologischen Fakultät. In seiner Dekanatszeit wurde durch kantonalen Volksentscheid die bisherige Hochschule Luzern in eine Universität beschlossen.
Im Jahr 2012 gründete Loretan das interdisziplinäre Zentrum für Religionsverfassungsrecht, dessen Co-Direktor er bis heute ist.
Daneben ist Loretan Mitglied des Universitätssenats (seit 2016) sowie seit 2017 Mitglied des Strategic Council des schweizweiten Forschungsprojekts „Swiss Learning Health System“. Von 2016 bis 2019 nahm er zudem die Verantwortung als Mitglieder des wissenschaftlichen Managements für die Fernlehre wahr.
Loretan ist Herausgeber der beiden Buchreihen «Religionsrecht im Dialog» (Münster 2005-, aktuell 26 Reihentitel) und «Religionsrechtliche Studien» (Zürich, 2010-; aktuell vier Reihentitel).

## Lehre
Bei seinen Forschungen zum (Schweizer) Religionsverfassungsrecht legte er von Anfang an Wert auf einen interdisziplinären Ansatz. Gemeinsam mit Fachvertretern der Rechtswissenschaft engagiert er sich in der transdisziplinären Zusammenarbeit in Forschung und Lehre mit unterschiedlichen Fakultäten in Europa. So veranstaltet er seit 2000 gemeinsame Seminare mit der Rechtswissenschaftlichen und der Theologischen Fakultät der Universität Basel.
Loretan betreute Qualifikationsarbeiten, darunter 14 abgeschlossene Doktorarbeiten (Andréa Belliger, Konrad Sahlfeld (Zweitgutachten), Stella Ahlers, Patrick Huser, Marcel Stüssi (Zweitgutachten), Karin Furrer, Michèle Adam Schwartz, Sarah Maria Röck, Christian Jäggi, Franz M. Wittmann, Sabine Baggenstos, Sr. Franziska Mitterer und Paul M. Schneider) sowie die Habilitation von Prof. Dr. Burkhard Josef Berkmann. Weitere Teilnehmer seines Forschungskolloquiums waren u. a. Prof. Dr. theol. Andréa Belliger Krieger, Prof. Dr. iur. Dr. theol. habil. Cla Reto Famos, Prof. Dr. theol. lic. phil. Peter G. Kirchschläger, Prof. Dr. iur. Dr. phil. Antoinette Maget Dominicé und PD Dr. phil. Paul Oberholzer.

## Zentraler Forschungsansatz
Von Anfang an waren die Grundrechte und Menschenrechte Loretans zentrales Forschungsanliegen.
Diese Neuausrichtung auf die Person, der human rights turn im Kirchenrecht und Religionsverfassungsrecht, ist das zentrale Anliegen der Forschung Loretans. Dabei argumentiert er auf der Basis der zentralen Aussagen des Zweiten Vatikanischen Konzils zur Menschenwürde, der Gleichheit der Person und dem Diskriminierungsverbot aufgrund des Geschlechts (exemplarisch: Nostra Aetate, Kap. 5; Dignitatis Humanae [Personae], Kap. 1; Lumen Gentium, Kap. 29; 32).
Loretan verweist auf die dem Konzil vorhergehenden lehramtlichen Aussagen, die Würde der Person und die sich daraus ergebenden Rechte anzuerkennen und rechtlich zu verankern. Dies gilt vor allem für die 1943 – und damit mitten im Zweiten Weltkrieg – gehaltene Weihnachtsansprache Pius´ XII. Es waren in den späten 1940er Jahren nicht die säkularen, sondern christliche Politiker wie Konrad Adenauer oder Enrico Gasparri, die nach dem Zweiten Weltkrieg die Menschenrechte aus der naturrechtlichen Tradition in die Europäischen Verfassungen inkorporierten. So beeinflusste dieser naturrechtliche Ansatz die 1945 verfasste Charta der Vereinten Nationen. Durch den Theologen Jacques Maritain fand die Idee auch Eingang in die Allgemeine Erklärung der Menschenrechte (1948). Die Aussage über die Menschenwürde bildet den zentralen Ausgangspunkt des deutschen Grundgesetzes von 1949 (Art. 1 GG). Johannes XXIII. griff den von Pius XII. angestossenen Ansatz in seiner Enzyklika Pacem in terris von 1963 wieder auf, der so Eingang in die Texte des Konzils und den Entwurf des Grundgesetzes der Kirche (Lex Ecclesiae Fundamentalis) mit einem Grundrechtskatalog und Verwaltungsgerichten auf allen Ebenen fand.
Schon die Bischofssynode von 1967 betonte, dass Menschenrechte ein Mittel gegen den Machtmissbrauch in der Kirche seien. Solange aber das menschenrechtlich argumentierende Konzil nicht kirchenrechtlich umgesetzt werde, sei es Makulatur, so Karl Rahner. Das war für Loretan der Grund sich mit kirchlichem Recht zu beschäftigen. Dazu kam die religionsverfassungsrechtliche Frage, wie der systematischen Diskriminierung, Ausbeutung, ja sogar Folter in Religionsgemeinschaften von Staates wegen und von Seiten der Kirche selbst entschieden entgegengetreten werden könne.
Als man dann von sexueller Gewalt und vom Machtmissbrauch durch Religionsdiener sprach, war für Loretan sofort klar, dass die katholische Kirche ihre institutionellen Voraussetzungen, die diesen Machtmissbrauch erleichtern, verändern muss.

## Gutachten
Für die Schweizerische Bischofskonferenz erarbeitete er verschiedene Dokumente, so z. B. „Beauftragte Laien im kirchlichen Dienst“ (2005) oder „Staatskirchenrechtliches Grundlagenpapier für Diözesanbischöfe“ (2008). Er verfasste verschiedene wissenschaftliche Gutachten, u. a. für die Föderation Islamischer Dachorganisationen der Schweiz (FIDS) und Koordination Islamischer Organisationen Schweiz (KIOS) (2013), die Römisch-katholische Körperschaft des Kantons Zürich (2012) oder die Römisch-katholische Landeskirche des Kantons Aargau (2006).

## Mitgliedschaften und weitere Verantwortlichkeiten
- Consociatio Internationalis Studio Iuris Canonici Promovendo
- Member of the board of trustees, Institut für Recht und Religion, Rechtswissenschaftliche Fakultät, Universität Luzern (Schweiz), 1995–
- European Society for Catholic Theology, 2000–
- Member of the Board und Chefredakteur der Zeitschrift “Bulletin ET” (2000–2002)
- Member of the International Advisory Board, Law and Religion, Cambridge. Center for the Study of Law and Religion at Emory University (USA), 2015–
- Member of the Editorial Board, Interdisciplinary Journal for Religion and Transformation in Contemporary Society (JRAT), Universität Wien, 2015–
- Strategic Council des Swiss Learning Health System, 2016–
- Member of the Scientific Board, Ecumeny and Law, Katowice/Polen, 2017–
- Member of the International Advisory Board, Philosophy and Canon Law, Katowice/Polen, 2017–
- Member of the Board, Institute of Social Ethics ISE, Theologische Fakultät, Universität Luzern, 2020–

## Schriften (Auswahl)

### Als Autor
- Laien im pastoralen Dienst. Ein Amt in der kirchlichen Gesetzgebung: Pastoralassistent/assistentin. Pastoralreferent/refentin, Praktische Theologie im Dialog Bd. 9, Freiburg Schweiz, 1994, ISBN 3-7278-0947-7.
- Kirche–Staat im Umbruch: neuere Entwicklungen im Verhältnis von Kirchen und anderen Religionsgemeinschaften zum Staat, Zürich 1995, ISBN 3-85827-106-3
- Beiträge zum Missionsrecht / Oskar Stoffel. Zur Erinnerung, Essen 1999, ISBN 3-87497-229-1
- Religionsunterricht an der öffentlichen Schule: Orientierungen und Entscheidungshilfen zum Religionsunterricht, TVZ Zürich 2000, ISBN 978-3-290-20009-1
- Theologische Fakultäten an europäischen Universitäten: Rechtliche Situation und theologische Perspektiven, LIT Münster 2004, ISBN 3-8258-6649-1
- Gesellschaftliche Ängste als theologische Herausforderung: Kontext Europa, LIT Münster 2004, ISBN 3-8258-7266-1
- Das Kreuz der Kirche mit der Demokratie. Zum Verhältnis von katholischer Kirche und Rechtsstaat, TVZ Zürich 2006, ISBN 978-3-290-20028-2
- Religionen im Kontext der Menschenrechte. Religionsrechtliche Studien, TVZ Zürich 2009, ISBN 978-3-290-20055-8.
- Religiöse Vielfalt und Religionsfrieden: Herausforderung für die christlichen Kirchen, TVZ Zürich 2009, ISBN 978-3-290-20053-4
- Religionen im Kontext der Menschenrechte (Religionsrechtliche Studien 1), TVZ Zürich 2010, ISBN 978-3-290-20055-8, doi:10.5281/zenodo.3878055
- gemeinsam mit Quirin Weber und Alexander H.E. Morawa, Freiheit und Religion: Die Anerkennung weiterer Religionsgemeinschaften in der Schweiz (ReligionsRecht im Dialog 17), LIT Münster 2014, ISBN 978-3-643-80168-5.
- Wahrheitsansprüche im Kontext der Freiheitsrechte (Religionsrechtliche Studien 3), TVZ Zürich 2017, ISBN 978-3-290-20159-3, doi:10.5281/zenodo.3878021

### Als Herausgeber
- Buchreihe Religionsrecht im Dialog. Lit, Münster 2004 ff., 30 Bände
- Religionsfreiheit im Kontext der Grundrechte (= Religionsrechtliche Studien. Teil 2). Theologischer Verlag Zürich, Zürich 2011
- Wahrheitsansprüche im Kontext der Freiheitsrechte (= Religionsrechtliche Studien. Teil 3). Theologischer Verlag Zürich, Zürich 2017
- mit Julia Hänni, Sebastian Heselhaus: Religionsfreiheit im säkularen Staat. Aktuelle Auslegungsfragen in der Schweiz, in Deutschland und weltweit. Dike, Zürich/St. Gallen 2019